# De kloof
De kloof is een jeugdroman uit 1983 van de schrijver Jan Terlouw. Het verhaal gaat over een fictief land dat door een diepe kloof in tweeën wordt gesplitst, en over een groep mensen die deze kloof letterlijk en figuurlijk wil overbruggen.

## Het verhaal
Berg-en-Dal werd 45 jaar geleden opgeschrikt door een zware aardbeving, die een kloof veroorzaakte die sindsdien dwars door het land loopt. De kloof is te diep om in af te dalen, te breed voor een (niet-ondersteunde) brug en bovendien gevuld met gevaarlijke gassen. In het noordoosten loopt hij dood in een ontoegankelijk hooggebergte, in het zuiden in de woestijn. Het is wel mogelijk om met een karavaan in 14 dagen door de woestijn van het ene naar het andere deel van het land te trekken, maar de tocht is zwaar en niet voor iedereen betaalbaar. Bovendien gaat er maar één karavaan per maand. Vliegtuigen bestaan in Berg-en-Dal niet, maar er kan wel gebeld worden tussen beide delen. Deze lijn is echter erg duur en om te bellen moet men naar het postkantoor.
Het noordwesten, dat een beter en koeler klimaat heeft en alle drie de hogescholen van het land huisvest, kreeg de naam Bergen. Dit deel van het land was er als eerste bovenop en werd al snel weer welvarend. Het zuidoosten, Dal, met een heter en droger klimaat, bleef onderontwikkeld en raakte vergeleken met Bergen verder en verder achterop. Veel mensen willen daarom dat er een brug komt over de kloof, zodat het veel makkelijker wordt om van Bergen naar Dal te gaan en vice versa.
25 jaar geleden, dus 20 jaar na de aardbeving, begon Doeve Bouwmeester, een briljante hoogleraar, onderzoek te doen naar een brug, waarvoor hij titanium wilde gebruiken. Plotseling verdween hij op mysterieuze wijze. Nadat elk spoor doodliep en er niemand losgeld voor hem vroeg, werd algemeen aangenomen dat hij in de kloof is gevallen toen hij daarvan een studie aan het maken was.
Ginder Sekoer is 16 jaar en woont in Bergen, in de hoofdstad Lovendaal. De kloof heeft in zekere zin ook zijn gezin doormidden gespleten want zijn ouders zijn gescheiden omdat zijn idealistische vader naar Dal wilde migreren om dit land op te bouwen en zijn moeder liever met de kinderen in het welvarende Bergen bleef. Ginders grootmoeder, die bij hen inwoont, laat na haar overlijden haar dagboeken en wat krantenknipsels aan Ginder na. Ginder is echter op het moment van overlijden op schoolkamp en hoort pas dat zijn grootmoeder is overleden en begraven als hij terugkomt. In de tussentijd heeft Ginders moeder alles weggegooid, omdat ze bang is dat Ginder pijnlijke vragen gaat stellen over het verleden en zijn vader. Ginder kan op de vuilnisbelt nog twee verkoolde pagina's van grootmoeders dagboek vinden, waarvan op de randjes nog enkele woorden leesbaar zijn. Het verband tussen deze woorden is moeilijk te ontcijferen; er staat iets over de kloof en Dal, enkele woorden die mogelijk te maken hebben met de verdwijning van ingenieur Bouwmeester, iets over een ongehuwde moeder, en een afgebroken achternaam ("Vil-").
Ginder besluit in de zomervakantie een reis naar Dal te maken, met als hoofddoel om zijn vader te bezoeken. Die woont in de Dalse hoofdstad Godelingen. In de karavaan waarmee hij de reis maakt, ontmoet hij de dichter Joren Verloren, de goochelaar Escamó wiens specialiteit het is om mensen dingen afhandig te maken zonder dat ze het merken, en Domen Compagne, een Daller die bij het bedrijf Lorimer en Co in Lovendaal werkt en wiens vrouw kort geleden bij een auto-ongeluk is omgekomen. Domen is op weg terug naar Barbara, zijn dochter. Hij is gewond geraakt bij een bedrijfsongeval en heeft daarom zijn gezicht en voet in het verband zitten.
Als Ginder en Barbara elkaar leren kennen, worden ze al snel verliefd.
Ginder ontmoet ook ingenieur Bouwmeesters bejaarde ouders, en hoort van hen dat zij niet de biologische ouders zijn. Wie dat dan wel zijn, heeft het adoptiebureau altijd streng geheim gehouden.
Op een dag dat Barbara andere bezigheden heeft, besluit Ginder langs de kloof te gaan wandelen, waar een vreemde man hem het ravijn in probeert te duwen. Ginder weet hem echter te verslaan, waarbij de vreemde man zelf in de kloof valt. Uit angst zijn laatste dagen met Barbara te vergallen en mogelijk onterecht voor moordenaar te worden aangezien, zegt Ginder in eerste instantie niets.
Op de terugweg naar Bergen ontmoet Ginder Huibert Tappenier, een vriend van Domen. Bij toeval ziet Ginder op een dag dat Domens voet helemaal is genezen, hoewel het verband er nog om zit. Eerder heeft Domen het verband wel van zijn gezicht gehaald, ondanks de nog duidelijk zichtbare littekens. Ginder besluit Domen hier nog geen vragen over te stellen, hij wil eerst nadenken.
Terug in Bergen begint Ginder aan zijn studie bouwkunde. Bij een gastcollege is de spreker de heer Villerius, een zeer invloedrijke man die zich met allerlei maatschappelijke zaken bezighoudt, waaronder het onderzoek naar mogelijke materialen voor de bouw van de brug, hoewel hij zelf hoogleraar is in de economie. Bij het napraten ziet Ginder ineens Domen Compagne, en wil naar hem toe lopen om hem te begroeten, alleen is Domen zelf ook op weg naar iemand. Dit blijkt de heer Villerius te zijn. Villerius en Domen blijken elkaar goed kennen, en Ginder vangt toevallig een deel van hun gesprek op, waarin Domen zegt niet zo van zwemmen te houden. Ginder komt er niet aan toe hem die avond nog te spreken. Eenmaal thuis lukt het hem niet om de slaap te vatten, tot hij beseft dat de afgebroken achternaam in zijn grootmoeders dagboek, "Vil-", gaat over de heer Villerius, en dat zijn grootmoeder geloofde dat Villerius er wellicht een dubbele agenda op nahoudt.
Ook over Domen Compagnes verhaal begint Ginder steeds meer te twijfelen. Hij besluit Lorimer en Co te bellen voor wat meer gegevens over Domen, zodat hij hem een paar dingen kan vragen, maar niemand bij het bedrijf kan hem helpen. Dan beseft Ginder dat degene die zich voor Domen Compagne uitgeeft, in werkelijkheid iemand anders is. Om zijn vermoeden bevestigd te krijgen, belt hij Barbara en vraagt haar of haar vader van zwemmen houdt. Hierop antwoordt Barbara dat hij voor het ongeluk elke ochtend zwom. Ginder deelt zijn bevindingen en vermoeden met Barbara, en vraagt haar om voor haar eigen veiligheid in Dal te blijven, ondanks dat ze naar Bergen zou komen om bij haar vader te gaan wonen. Ze zegt dat ze toch al een karavaan later zou gaan doordat "Domen" nog geen geschikte woonruimte voor twee personen had kunnen vinden.
Zonder iemand iets te zeggen gaat Barbara toch met de eerstvolgende karavaan mee. Ze wil haar echte vader zoeken, ze wil dat het ongeluk waarbij haar moeder is omgekomen opnieuw onderzocht wordt – ze vermoedt dat er opzet in het spel is – en ze voelt zich veiliger als de nep-Domen niet weet waar ze is. Ze logeert bij Ginder en zijn moeder. Samen met Ginder gaat ze naar de politie.
Inspecteur Zadelhof komt erachter dat de nep-Domen in werkelijkheid Swankhuizen heet. De echte Domen Compagne – die qua uiterlijk erg op Swankhuizen leek – is een paar maanden eerder omgekomen bij het bedrijfsongeval waarbij ook Swankhuizen zijn verwondingen heeft opgelopen.
Om Barbara’s verdriet om haar vader wat te verzachten, stelt Ginders moeder voor om naar een voorstelling van Escamó de goochelaar te gaan, die ondertussen ook weer terug is in Bergen. Buiten voor de deur zien Ginder en Barbara dat Swankhuizen een briefje geeft aan zijn vriend Huibert Tappenier. Ginder vermoedt dat het om iets belangrijks gaat, en vraagt Escamó om het briefje te pakken. Er blijkt een code op te staan met een straatnaam erachter: 042315 Varenbaan. Dit is de straat Waar Villerius woont, weet Ginder. Met deze aanwijzing gaat Ginder nog diezelfde avond naar inspecteur Zadelhof.
De volgende ochtend krijgt hij onverwachts bezoek van Joren Verloren, de dichter, waarvan Ginder inmiddels weet dat hij eigenlijk Kwijt heet en een privédetective is. Kwijt blijkt Swankhuizen, Tappenier en de man die Ginder in Dal in het ravijn probeerde te gooien al een tijdje op het spoor te zijn. Deze laatste man, zo weet Ginder ondertussen, heet Tanker Inodoor. Ginder vertelt wat er bij het ravijn is gebeurd. In ruil voor deze informatie vraagt Ginder aan Kwijt wat de code 042315 Varenbaan zou kunnen betekenen. Kwijt herkent dit meteen als een datum-tijdgroep. 04 is de dag van de maand, 2315 staat voor kwart over 11 ’s avonds. Varenbaan is de locatie.
In het dagboek van Ginders grootmoeder staat ergens "zonder Va". In eerste instantie koppelde Ginder dit aan de ongehuwde moeder, maar nu ziet hij dat er geen afbreekstreepje staat, en dat de V eerder een hoofdletter lijkt dan een kleine letter. De Varenbaan zonder Va is de renbaan, die zich aan het andere eind van de stad bevindt. Er is geen tijd meer om inspecteur Zadelhof van deze ontdekking op de hoogte te brengen, en dus gaat Ginder zelf naar de renbaan. Daar ziet hij in eerste instantie weinig, maar als Swankhuizen naar buiten komt, zegt hij tegen een onbekende man dat hij zich schuilhoudt in het dorp Kalander. Dan neemt hij zijn rijtuig en maakt aanstalten om te vertrekken. Ginder schrijft snel "Kalander" in het zand en springt achterop Swankhuizens rijtuig.
Ze rijden niet naar Kalander zelf, maar naar een huis een stukje buiten het dorp, dat officieel van Villerius is. Swanhuizen sluit Ginder, zonder het zelf te zien, op in het bijbehorende koetshuis. Als Ginder probeert te ontsnappen voor hij ontdekt wordt, merkt hij dat het koetshuis hermetisch is afgesloten, en er is geen mogelijkheid om de deur of het raam ongemerkt te openen. Ook ontdekt Ginder een luik wanneer hij de volgende dag, verstopt in een hooiberg, ziet dat Swankhuizen hier allerlei boodschappen heen brengt. Zodra Swankhuizen weg is, gaat Ginder het luik door en komt bij een zwaar vergrendelde ijzeren deur uit. Net wanneer hij die wil ontgrendelen, slaat Swankhuizen hem buiten westen.
Als Ginder bijkomt, zit hij opgesloten in de ruimte achter de deur. Het blijkt dat ingenieur Bouwmeester niet in het ravijn is gevallen, maar al 25 jaar in deze ruimte wordt vastgehouden door Villerius en zijn mannen.
Ingenieur Bouwmeester vertelt aan Ginder dat Villerius af en toe op bezoek komt en dan monologen houdt tegen Bouwmeester, die nooit terugpraat om te voorkomen dat hij ten prooi valt aan het Stockholmsyndroom. De eerste keer zei Villerius waarom hij Bouwmeester had laten ontvoeren: een brug over de kloof zou volgens Villerius een economische ramp betekenen voor Bergen. Bovendien verdient Lorimer en Co (waar Villerius de compagnon is, wat weinig mensen weten) grof geld met uit Dal ingevoerd titanium, de Dalse regering wijsmakend dat dit bestemd is voor de bouw van een brug, en pleegt daarmee dus grootschalige fraude. Later vertelde Villerius, om te illustreren hoe ver zijn invloed reikte, iets over Bouwmeesters adoptieverleden, namelijk de naam van Bouwmeesters biologische ouders: de wiskundeprofessor Groen en zijn enige vrouwelijke student, Annetje van Maanen. Nog voor professor Groen wist dat Annetje in verwachting was, overleed hij plotseling. Tot slot biechtte Villerius aan Bouwmeester op wat Ginder, Barbara en inspecteur Zadelhoff al vermoedden; dat de man die zich als Domen Compagnie uitgeeft niet werkelijk Domen Compagnie is, maar een werknemer van Lorimer & Co, Swankhuizen.
Swankhuizen en Domen Compagne kenden elkaar via Lorimer & Co, en ze leken opvallend veel op elkaar. Swankhuizen besefte dat, mocht er ooit iets met Compagne gebeuren, hij daar best gebruik van kon maken, en was al begonnen met Compagnes stem te leren nabootsen toen het ongeluk gebeurde. Met de verminkingen in zijn gezicht, de geveinsde verwonding aan zijn voet en zijn verdere gelijkenis met de nu dode Compagne, kon Swankhuizen zich makkelijk voor Compagne uitgeven en bij de Dalse regering met mooie rapporten meer titanium vrij krijgen, waarmee Lorimer & Co veel geld zou kunnen verdienen. Harry Lorimer, de grote baas van het bedrijf, wist ook van het bedrog. Barbara's moeder is inderdaad niet verongelukt maar vermoord, omdat zij de truc zou hebben doorzien.
Als Doeve Bouwmeester klaar is met vertellen wat Villerius allemaal heeft losgelaten, weet Ginder eindelijk wat zijn grootmoeder hem had willen vertellen met haar nagelaten dagboeken en krantenknipsels: dat zij, Annetje van Maanen, de echte moeder was van Doeve Bouwmeester, en hoe ze vermoedde dat Villerius iets met zijn verdwijning te maken had. Ondanks dat ze deze informatie eerder anoniem aan de politie heeft doorgespeeld, en de politie nooit iets heeft kunnen vinden, heeft ze het dus altijd bij het rechte eind gehad. Ook privé-detective Kwijt blijkt uit de nalatenschap te zijn betaald en werkte dus zonder het te weten voor Ginder.
Barbara en Ginders moeder komen erachter dat hij verdwenen is. Barbara vindt op zijn kamer de aanwijzing over de renbaan, en bij de renbaan ziet ze het woord Kalander staan. Als inspecteur Zadelhoff die laatste aanwijzing niet serieus neemt nadat hij op de renbaan niets kan vinden, gaat Barbara zelf maar naar Kalander. Hier komt ze Karel Wildschut tegen, een idealistische man en een goede vriend van Ginders oudere zus Birgit. Karel wijst Barbara het huis van Villerius, en ze zien Swankhuizen. Karel gaat terug naar het dorp om inspecteur Zadelhoff te bellen, terwijl Barbara Swankhuizen in de gaten houdt. Swankhuizen wordt aangehouden en zowel het woonhuis als het koetshuis worden doorzocht, maar omdat het donker en laat is vinden ze het luik nog niet. Barbara en Karel vinden het wel, en zo worden Ginder en zijn oom Doeve Bouwmeester bevrijd.
Villerius en de overige samenzweerders worden ingerekend. Bouwmeester wordt weer hoogleraar en Ginder zet zijn studie bouwkunde voort, opdat de brug over de kloof alsnog realiteit zal worden.

## Trivia
- In zekere zin reflecteert de situatie in Bergen en Dal aan Korea en het (toen nog gescheiden) Duitsland. De Duitse Hereniging heeft inderdaad grote problemen voor de Duitse economie veroorzaakt, doordat het westen grote investeringen in het oosten moest doen. Deze hoge kosten vormen voor veel Zuid-Koreanen ook een obstakel voor een eventuele hereniging met het noorden.[1] Ook de vereniging van de beide Jemens is niet positief verlopen, terwijl die van Vietnam evenals de Duitse hereniging verschillende obstakels ondervond. Zelfs in herenigd Duitsland en Vietnam bestaan nog grote tegenstellingen tussen beide delen.
- Terlouw heeft elementen van zijn eigen exacte achtergrond in het verhaal verwerkt. Ginder studeert bouwkunde en Doeve Bouwmeester onderzoekt het gebruik van titanium voor een brug over de kloof. Ook werkt Doeve tijdens zijn gevangenschap (waar hij weliswaar mag studeren en onderzoek verrichten maar waarbij hem apparatuur en chemicalien die hij kan gebruiken om te ontsnappen zijn ontzegd), aan een "staalsnijdende straal" gebaseerd op een buis met gas en twee parallelle spiegels, een laser. Tot Ginders teleurstelling zal het nog jaren duren voor deze uitvinding bruikbaar genoeg is om daadwerkelijk te kunnen ontsnappen.